# Chawleigh
Chawleigh är en ort och civil parish i Storbritannien.   Den ligger i grevskapet Devon och riksdelen England, i den södra delen av landet, 270 km väster om huvudstaden London. Chawleigh ligger 160 meter över havet och antalet invånare är 867.
Terrängen runt Chawleigh är platt. Runt Chawleigh är det ganska tätbefolkat, med 80 invånare per kvadratkilometer. Närmaste större samhälle är South Molton, 13,2 km norr om Chawleigh. Trakten runt Chawleigh består i huvudsak av gräsmarker.